# Galaxea horrescens
Espèce
Galaxea horrescens est une espèce de coraux appartenant à la famille des Euphylliidae, selon WoRMS ou la famille Oculinidae selon la CITES.